# Netze (Lamspringe)
Netze è una frazione (Ortsteil) del comune di Lamspringe, nel land della Bassa Sassonia, in Germania.

## Storia
Già comune autonomo nel circondario di Alfeld, fu soppresso e incorporato a Woltershausen il 1º marzo 1974; insieme con Woltershausen, fu unito a Lamspringe il 1º novembre 2016.